# Sylvie et le Fantôme
Pour plus de détails, voir Fiche technique et Distribution.
Sylvie et le Fantôme est un film français réalisé par Claude Autant-Lara, sorti en 1946.

## Synopsis
La  jeune Sylvie, vivant dans le château de son père, un baron ruiné, est fascinée par le portrait d'un jeune chasseur qui se fit tuer par amour pour sa grand-mère à l'âge de 20 ans. Ses sentiments vont faire revivre le fantôme du malheureux.
Pour ses 16 ans, son père engage un jeune homme pour jouer le rôle d'un fantôme. La suite est une série de quiproquos, car elle se retrouve alors non pas avec un fantôme, mais avec quatre : l'acteur engagé par son père, Ramure un prisonnier évadé, Frédéric le fils de l'acheteur du tableau et le vrai fantôme.

## Fiche technique
- Titre : Sylvie et le Fantôme
- Réalisation : Claude Autant-Lara
- Scénario : Jean Aurenche d'après la pièce éponyme d'Alfred Adam
- Direction artistique : Lucien Carré
- Décors : Jacques Krauss
- Costumes : Christian Dior, Claude Autant-Lara
- Photographie : Philippe Agostini
- Son : Jacques Lebreton
- Montage : Madeleine Gug
- Musique : René Cloërec
- Production : André Paulvé
- Société de production : Écran Français
- Sociétés de distribution : Discina, Société Parisienne de Distribution Cinématographique
- Pays d’origine :  France
- Langue originale : français
- Format : Noir et blanc — 35 mm — 1,37:1 — son Mono
- Genre : Comédie
- Durée : 102 minutes
- Date de sortie :
  -  France : 6 février 1946
- Affiche : Bernard Lancy (France)

## Distribution
- Odette Joyeux : Sylvie
- François Périer : Ramure, le voleur
- Pierre Larquey : Le baron Édouard
- Claude Marcy : La comtesse des Vertus
- Jean Desailly : Frédéric, le fils de l'antiquaire
- Paul Demange : Le conseiller
- Marguerite Cassan : Marthe
- Raymond Rognoni : Damas, le vendeur d'antiquités
- Lise Topart : Marie-Berthe
- Gabrielle Fontan : Mariette, la bonne
- Jacques Tati : Le fantôme d'Alain de Francigny
- Louis Salou : Anicet, l'acteur
- Julien Carette : Hector, le majordome
- Arlette Accart
- Albert Michel : Gabriel, le chauffeur
- Anne-Marie Paillard : une fille
- Françoise Paillard : une fille
- Pierre Houssier : un garçon
- Michel Houssier : un garçon
- Colette Ripert : une invitée à la soirée
- Gabert
- Aliette du Sire

## À noter
- L'effet spécial du fantôme fut conçu en filmant à travers une vitre et en utilisant deux décors identiques construits à 90° l'un de l'autre. À travers la vitre, le premier plateau était visible. C'était le décor normal contenant tous les acteurs à part le fantôme (Tati). Egalement visible en superposition, la réflexion du deuxième décor recouvert de velours noir ou déambulait Jacques Tati[2]. Une technique connue sous le nom de fantôme de Pepper.